# 미국 대통령 취임식

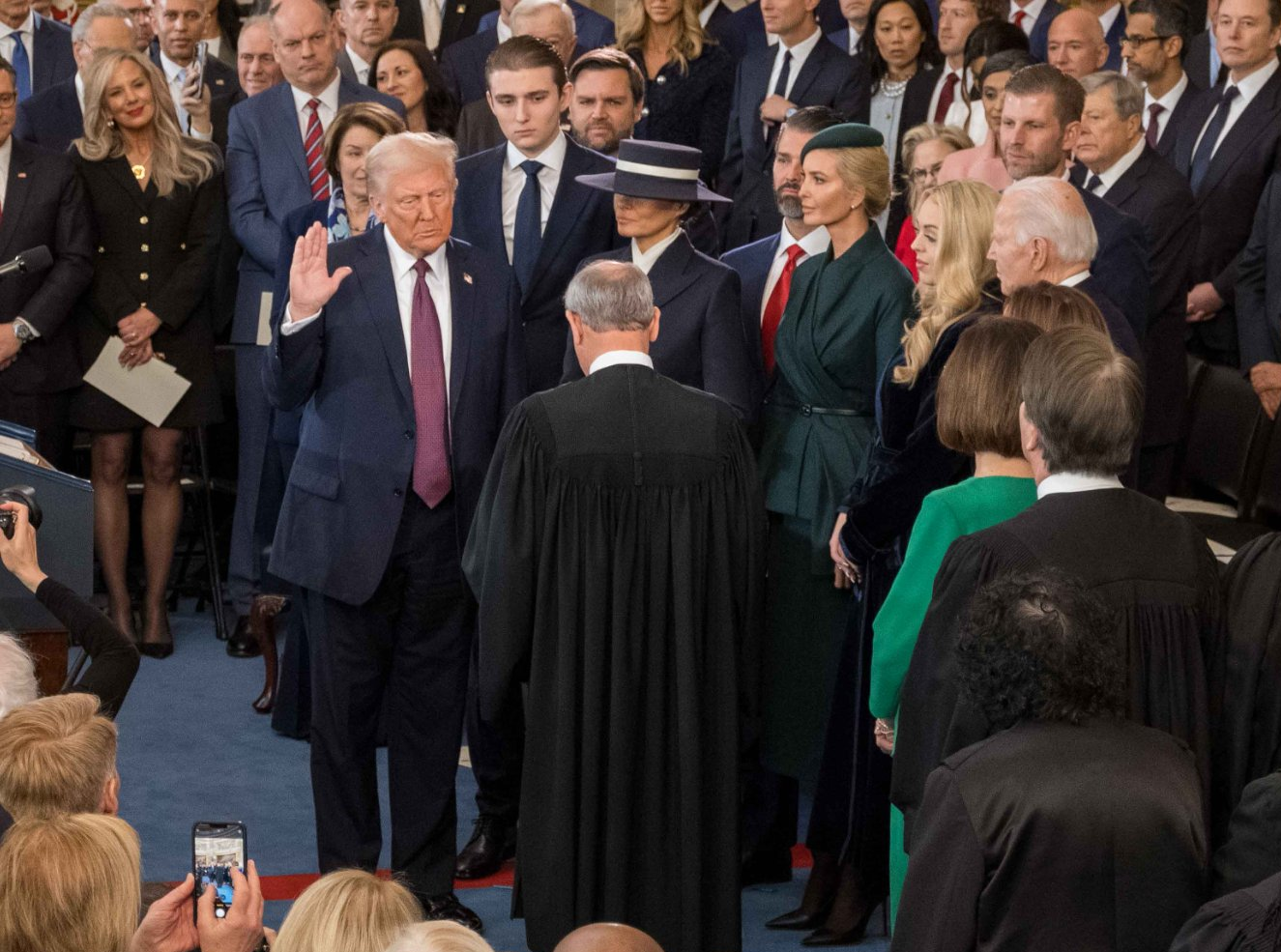
2025년 1월 20일 도널드 트럼프의 취임식

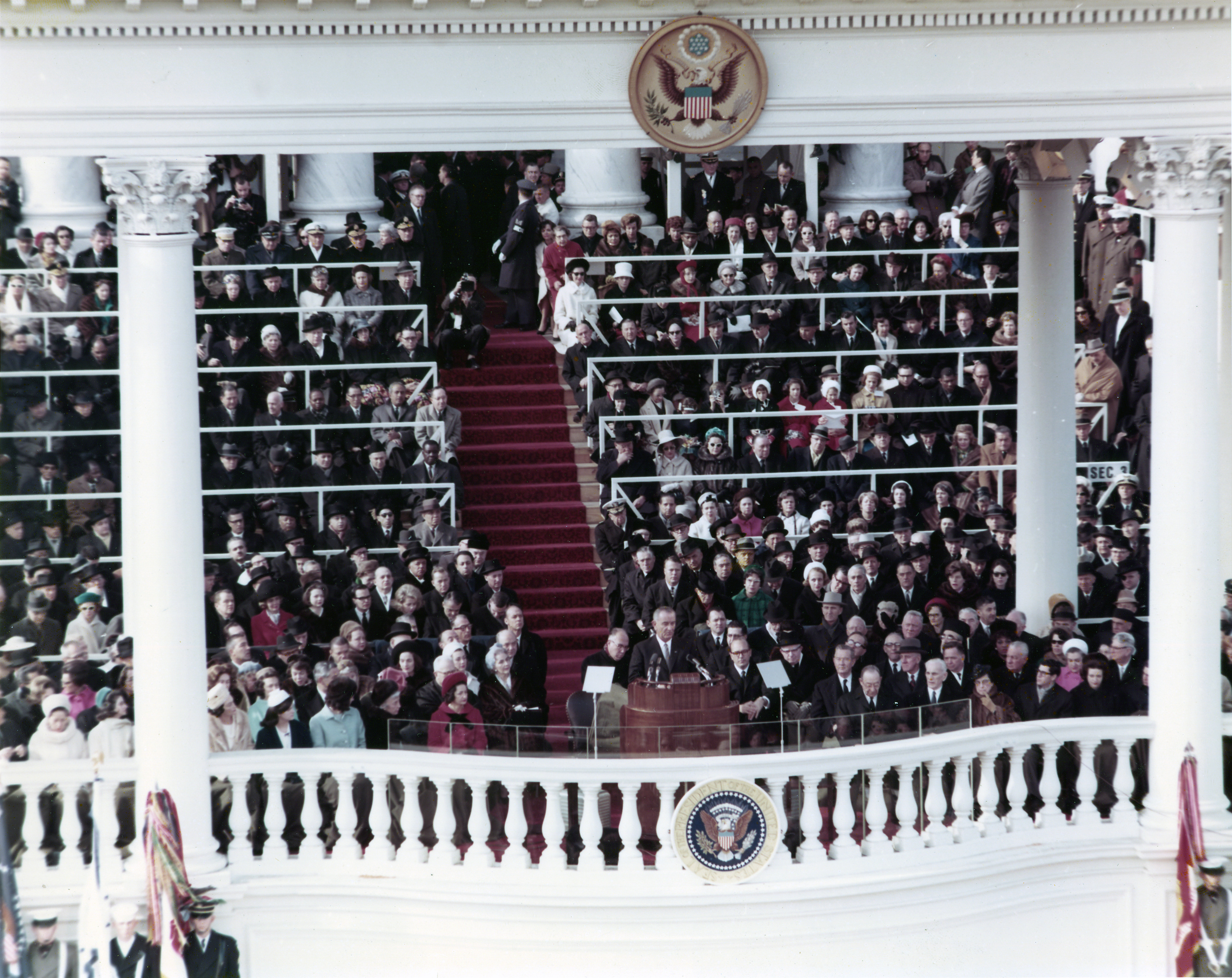
1965년 1월 20일 린든 B. 존슨의 취임식

미국 대통령 취임식(영어: Inauguration Day)은 미국 대통령 직책 취임 선서를 중심으로 하는 행사이다.